# Leosthenes aquatilis
Leosthenes aquatilis är en insektsart som beskrevs av Carl Stål 1875. Leosthenes aquatilis ingår i släktet Leosthenes och familjen Phasmatidae. Inga underarter finns listade i Catalogue of Life.